# Longivirga
Longivirga es un género de bacterias gramnegativas de la familia Sporichthyaceae. Actualmente contiene una sola especie descrita: Longivirga aurantiaca. Fue descrito en el año 2018. Su etimología hace referencia a bacilo largo. El nombre de la especie hace referencia al color naranja. Es aerobia e inmóvil. Tiene un tamaño de 0,2-0,3 μm de ancho por 2-5 μm de largo. Catalasa positiva y oxidasa negativa. Forma colonias circulares, convexas y de color naranja-rojo en agar R2A tras 3 días de incubación. Temperatura de crecimiento entre 4-42 °C, óptima de 28-37 °C. No crece en agar NA ni LB. Tiene un contenido de G+C de 74,4%. Se ha aislado de sedimentos en el lago Taihu en la provincia de Jiangsu, China. 